# ロザリンド・チャオ
ロザリンド・チャオ（Rosalind Chao、発音：ˈrɒzəlɪnd ˈtʃaʊ、1959年9月23日 - ） はアメリカ合衆国の俳優。夫は声優・俳優のサイモン・テンプルマン。

## 来歴

### 初期
カリフォルニア州アナハイムにて、中国出身の両親の間に生まれる。
彼女の両親はディズニーランドの向かいにある中国系アメリカ人向けのパンケーキレストラン Chao'sで財をなし、彼女自身も若いころから店の手伝いをした 。
それからしばらくしてガーデングローブからヴィラパーク（en）へ引っ越し、ロザリンドはメリーウッドにある女子学校へ通うことになったが、その学校で白人でない生徒はロザリンドだけだった。

### 俳優として
彼女の両親は、彼女が俳優になりたいという夢を後押しし、彼女は5歳の時、両親と関係のあったカリフォルニア式京劇旅劇団 に参加し、夏の間、両親は芸能の才能を伸ばすために彼女を台湾へ行かせた  。
10代のころ、1972年にCBSで放送されたAnna and the Kingでユル・ブリンナー演じる主役の長女役として俳優としての仕事をもらって以来、テレビコマーシャルへの出演やテレビシリーズへのゲスト出演が目立った。また、1972年にはCBSのHere's Lucyにも出演した。
その後、俳優業を休止して南カリフォルニア大学コミュニケーション学部に入学、 ジャーナリズムの単位を獲得した。1年後、CBSの傘下であるハリウッドのラジオ局KNXでニュースライティングの研修生を務めた後、俳優業に復帰した。

#### 復帰
Anna and the King出演後、プロデューサーのBurt Metcalfeにより『マッシュ』の最後のシーズンにおける、韓国側の難民Soon-Leeの役でブレイクした。このキャラクターはシリーズフィナーレ "Goodbye, Farewell and Amen"で マックスウェル・クリンガー(Jamie Farr)と結婚した。また、後日談のAfterMASHにも出演した。

#### 『M*A*S*H』の後
『新スタートレック』と『スタートレック:ディープ・スペース・ナイン』で、日本人（熊本に祖母がいることが確認されている）のケイコ・オブライエン(旧姓：イシカワ)を演じ、『新スタートレック』では計8話、『スタートレック:ディープ・スペース・ナイン』では1999年の放送までに19話出演した。

## 主な出演作品

### 映画
| 公開年 | 邦題 原題                                                            | 役名               | 備考                  |
| ------ | -------------------------------------------------------------------- | ------------------ | --------------------- |
| 1979   | シークレット・スパイ/超頭脳の男 The Ultimate Impostor                | ライ・ピン         | テレビ映画            |
| 1980   | バトルクリーク・ブロー The Big Brawl                                 | メエ               |                       |
| 1981   | 香港コネクション An Eye for an Eye                                   | リンダ・チャン     |                       |
| 1983   | テリー・フォックス物語 The Terry Fox Story                           | リカ               | テレビ映画            |
| 1987   | スラムダンス Slam Dance                                              | マーガレット・ベル |                       |
| 1988   | シューター/もうひとつのベトナム Shooter                              | ラン               | テレビ映画            |
| 1991   | 愛に渇いて Denial                                                    | テリー             |                       |
| 1992   | 透明人間 Memoirs of an Invisible Man                                 | キャシー           |                       |
| 1992   | イントルーダーズ/第四の遭遇 Intruders                                | ジェニー・サカイ   | テレビ映画            |
| 1993   | ジョイ・ラック・クラブ The Joy Luck Club                             | ローズ             |                       |
| 1994   | 蜘蛛に抱かれた女 Web of Deception                                    | シェイラ           | テレビ映画            |
| 1994   | ノース 小さな旅人 North                                              | 中国人の母親       |                       |
| 1994   | めぐり逢い Love Affair                                               | リー               |                       |
| 1996   | GNNスペシャル・レポート/火星への出発 Special Report: Journey to Mars | リン博士           |                       |
| 1997   | エンド・オブ・バイオレンス The End of Violence                       | クレア             |                       |
| 1998   | 奇蹟の輝き What Dreams May Come                                      | レオーナ           |                       |
| 2001   | キラー・コマンドー Three Blind Mice                                  | リー・メイ・チェン | テレビ映画            |
| 2002   | アイ・アム・サム I Am Sam                                            | リリー             |                       |
| 2003   | フォーチュン・クッキー Freaky Friday                                 | ペイペイ           |                       |
| 2005   | 恋人はゴースト Just like Heaven                                      | フラン             |                       |
| 2007   | 南京 Nanking                                                         | Chang Yu Zheng     | ドキュメンタリー映画  |
| 2017   | トラジディ・ガールズ Tragedy Girls                                   | キャンベル         |                       |
| 2020   | ムーラン Mulan                                                       | リー               | Disney+での配信のみ。 |
| 2021   | ムクドリ The Starling                                                | ファーン           | [ 10 ]                |
| 2025   | シャッフル・フライデー Freakier Friday                               | ペイペイ           |                       |

### テレビシリーズ
| 放映年    | 邦題 原題                                                            | 役名                     | 備考                                                    |
| --------- | -------------------------------------------------------------------- | ------------------------ | ------------------------------------------------------- |
| 1981-1983 | アーノルド坊やは人気者 Diff'rent Strokes                             | Miss Chung               | 8エピソード                                             |
| 1983      | マッシュ M*A*S*H                                                     | スーン＝リー             | "As Time Goes By"と"Goodbye, Farewell and Amen"に出演   |
| 1983-1984 | AfterMASH                                                            | スーン＝リー             | 25エピソード                                            |
| 1991-1992 | 新スタートレック Star Trek: The Next Generation                      | ケイコ・オブライエン     | 8話出演                                                 |
| 1995      | シカゴ・ホープ Chicago Hope                                          | アリソン                 | シーズン2 第2話 "Rise from the Dead"                    |
| 1993-1999 | スタートレック:ディープ・スペース・ナイン Star Trek: Deep Space Nine | ケイコ・オブライエン     | 19話出演                                                |
| 1999      | ER緊急救命室 ER                                                      | テレサ・チョウ           | シーズン6 第7話 "Humpty Dumpty"                         |
| 2001      | ザ・ホワイトハウス The West Wing                                     | ジェーン・ジェントリー   | シーズン2 第20話 "転落の予感"                           |
| 2002      | ふたりは最高! ダーマ&グレッグ Dharma & Greg                          | パトリシア               | シーズン5 第22話 "Tuesday's Child"                      |
| 2003      | WITHOUT A TRACE/FBI 失踪者を追え! Wihout a Trace                     | ヘレン・コリンズ         | シーズン1 第13話 "親の執念"                             |
| 2003      | 名探偵モンク Monk                                                    | アレーン・キャサディ     | シーズン2 第1話 "Mr. Monk Goes Back to School" (米国版) |
| 2003-2006 | The O.C.                                                             | ドクター・キム           | 6エピソード                                             |
| 2004      | M.I.緊急医療捜査班 Medical Investigation                             | クレイマー               | エピソード: "Price of Pleasure"                         |
| 2005      | シックス・フィート・アンダー Six Feet Under                          | シンディ                 | 3エピソード                                             |
| 2008      | グレイズ・アナトミー 恋の解剖学 Grey's Anatomy                       | キャスリーン・パターソン | シーズン5 第10話 "自分の存在"                           |
| 2009      | プライベート・プラクティス 迷えるオトナたち Private Practice         | リリー・ジョーダン       | シーズン3 第6話 "届けたい願い"                          |
| 2010      | CSI:科学捜査班 CSI: Crime Scene Investigation                        | ミシェル・ハントリー     | シーズン10 第12話 "1/100万のマジックショット"           |
| 2010      | THE EVENT/イベント The Event                                         | ドクター                 | 2エピソード                                             |
| 2011      | LAW & ORDER:犯罪心理捜査班 Law & Order: Criminal Intent              | Mrs. Zhuang              | シーズン10 第6話 "死体処理"                             |
| 2012      | BONES Bones                                                          | マンディ・オー           | シーズン7 第12話 "ハリウッド殺人事件"                   |
| 2012      | 23号室の小悪魔 Don't Trust the B---- in Apartment 23                 | ジン                     | 4エピソード                                             |
| 2014      | FOREVER Dr.モーガンのNY事件簿 Forever                                | Frenchman                | シーズン1 第6話 "切り裂きジャック"                      |
| 2014      | インテリジェンス Intelligence                                        | シェン・リー・ウォン     | エピソード: "Pilot"                                     |
| 2015      | キャッスル 〜ミステリー作家は事件がお好き Castle                     | Mimi Tan                 | シーズン7 第17話 "香港警察の女"                         |
| 2016      | ザ・マペッツ The Muppets                                             | Woman #1                 | エピソード: "A Tail of Two Piggies"                     |
| 2016      | Hawaii Five-0                                                        | Governor Keiko Mahoe     | シーズン7 第1話 "ゲームへの招待"                        |
| 2016      | The OA                                                               | Patricia Knoller         | エピソード: "Champion"                                  |
| 2023-2024 | スイート・トゥース: 鹿の角を持つ少年 Sweet Tooth                     | Mrs. Zhang               |                                                         |
| 2024      | 三体 3 Body Problem                                                  | Ye Wenjie                | [ 11 ]                                                  |

### 舞台
- Some Girl(s) (2008), Lindsay[12]
- The Rising Tide (2009), Narrator[13]